# Филаделфийски експеримент
Филаделфийският експеримент е военноморски експеримент, за който се предполага, че е бил проведен във Филаделфия, Пенсилвания, САЩ около 28 октомври 1943 г. Експериментът е познат още като Проект Дъга.
Предполага се, че американският военноморски охраняващ кораб USS Eldridge е бил направен невидим (или „забулен“) за вражеските устройства.
Историята за експеримента е смятана за мистификация. Американският военноморски флот твърди, че такъв експеримент не съществува и детайлите по историята противоречат на добре познати факти за кораба, както и на законите на физиката. Историята отразява въображението на хората, подкрепящи конспиративната теория.
Обясненията на експеримента претендират, че той се основава на единната теория на полето на Айнщайн. Теорията се базира на математически и физични обосновки на едни от основните природни сили – електромагнитното излъчване и гравитацията. Казано с други думи – теорията слива в едно електромагнетизма и гравитацията. В резултат на това, успешно ще може да се манипулира светлината, което на практика би довело до невъзможността на човек да види определен обект, светлината около който е изкривена. Независими учени твърдят, че Общата теория за полетата позволява използването на електрични генератори, с помощта на които да се извърши изкривяване на светлината около даден обект, вследствие на което той става невидим за човешкото око. Първият експеримент е проведен на 22 юли 1943 г. и води до почти пълното „изчезване“ на корабът „Елдриж“. За екипажа на кораба се твърди, че по необясним за тях начин, някои от моряците са си сменили местоположението в кораба. За един от тях се разказва, че в началото на експеримента се е намирал на палубата, а след това се е озовал в нивото под нея. Опитът бил повторен на 28 октомври 1943 г., тогава „Елдриж“ не само станал напълно невидим, но и практически сменил местоположението си. За секунди корабът се телепортирал до Норфолк, Вирджиния (на разстояние 320 km).